# Ahoj dziewczyny
Ahoj dziewczyny (ang. Going Overboard) – amerykański film komediowy z 1989 roku. Debiut filmowy Adama Sandlera.

## Fabuła
Schecky Moskowitz zatrudnia się na statku wycieczkowym do różnych prac, równocześnie próbując zaistnieć jako komik. Niebawem staje się przypadkowym świadkiem niespodziewanego trafienia na pokład statku terrorystów, którzy próbują zabić Miss Australii.

## Obsada
- Adam Sandler jako Schecky Moskowitz
- Burt Young jako Generał Noriega
- Scott LaRose jako Dickie Diamond
- Billy Zane jako Król Neptun
- Billy Bob Thornton jako Dave